# Hans Heinrich Hürlimann (Politiker)
Hans Heinrich Hürlimann (* 6. September 1806 in Richterswil; † 28. Februar 1875 ebenda) war ein Schweizer Politiker und Unternehmer. Von 1848 bis 1851 gehörte er dem Nationalrat an.
Der Sohn des Textilunternehmers Johannes Hürlimann erhielt nach der Volksschule Privatunterricht in Wädenswil. Er absolvierte eine kaufmännische Lehre in Mailand und studierte danach Farbenchemie in Paris. Zusammen mit seinem zehn Jahre älteren Bruder Johann Jakob Hürlimann war er Inhaber mehrerer Spinnereien sowie einer Druckerei und einer Färberei. Ausserdem war er von 1862 bis 1874 Verwaltungsrat der Bank in Zürich. Als Anhänger Alfred Eschers förderte er die Gründung der Schweizerischen Kreditanstalt. Hürlimann sass von 1847 bis 1869 im Zürcher Kantonsrat. Bei den ersten Nationalratswahlen im Oktober 1848 wurde er im Wahlkreis Zürich-Süd gewählt, stellte sich aber drei Jahre später nicht der Wiederwahl.